# A Jitney Elopement
A Jitney Elopement (Charlot quiere casarse, o Charlot rapta a su novia, o Charlot se promete, o La fuga de Charlot) es una película de cine estadounidense con dirección y actuación de Charles Chaplin. Fue estrenada el 1 de abril de 1915. 

## Reparto

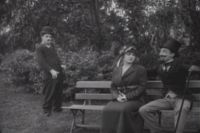
Chaplin, E. Purviance y Leo White en un fotograma de una secuencia rodada en el Golden Gate Park.

- Charles Chaplin: el pretendiente, el falso conde.
- Edna Purviance: Edna.
- Ernest Van Pelt:[2] el padre de Edna.
- Leo White: el conde Chloride de Lime, el pretendiente formal de Edna.
- Lloyd Bacon: el mayordomo joven / un policía.
- Paddy McGuire: el mayordomo viejo /otro policía.
- Bud Jamison: un policía con varita.
- Carl Stockdale:[6] otro policía.
- Fred Goodwins[7] (personaje indeterminado).

## Sinopsis
El padre de Edna, una rica heredera, quiere que se case con el adinerado conde Chloride de Lime. Charlot, el verdadero amor de Edna, suplanta al conde en la cena, pero aparece el verdadero y Charlot es echado. Después Edna y Charlot huyen perseguidos por el padre, el conde y tres policías, pero Charlot, con una maniobra, consigue que terminen cayendo al agua.

## Crítica
La mayor parte de la película fue rodada en San Francisco e incluye escenas del Golden Gate Park y del gran molino que todavía estaba en el sector este del parque. Chaplin utiliza el recurso de la impostura y logra una trama interesante, especialmente en la primera parte. El ritmo es vivo, principalmente en la persecución de la segunda parte. Charlot saca partido de ventajas fortuitas y triunfa finalmente. 